# Мегрельское княжество
Мегрелия (груз. სამეგრელო, мегрельск. სამარგალო, Самаргалё; в Российской империи употреблялось искаженное название Мингрелия) — владетельное княжество (самтавро) в Западной Грузии, существовавшее в XVI—XIX веках.

## История
В конце XV века единое Грузинское царство распалось на четыре части: царства Картли, Кахети, Имерети и княжество Самцхе-Саатабаго. Процесс феодального дробления страны усугублялся, и в пределах царства Имерети образовались княжества Гурия и Самeгрело. Собственно Абхазия входила в состав княжества Самегрело, а в XVII векe, выделилась в самостоятельное княжество, формально подчиняющееся царю Имерети, во главе с княжеским родом Шервашидзе (Чачба).
К началу XVI века Мегрельское (Одишскoе) княжество включало в себя эриставства Одиши и Цхуми. Территория княжества простиралась от реки Цхенисцкали до реки Анакопиисцкали, ныне рекa Псырцха (территория современной Абхазии), Мегрелия также включает в свой состав Абхазское эриставство,
охватывавшее территорию от Анакопии-Новый Афон до реки Бзыбь.. В 1578 году Османская империя захватилa город Сухум. Около 1615 года, когда Мегрелия и Гурия были блокированы Турцией и вынуждены были платить ей дань, Шервашидзе (Чачба) объявили себя независимыми князьями Абхазского княжества. По сведениям Джовани да Лукка и Арканджело Ламберти граница Мегрелии к 1650 году уже была между реками Кодор и Цхенисцкали.
После смерти Левана II Дадиани (1657 год) Мегрельское княжество быстро слабеет. В конце XVII века в княжестве произошла смута, которая привела к потери многими дворянами и князьями своих родовых сел, а для владетельных князей Дадиани подобная ситуация обернулась изгнанием. Власть узурпировал царедворец Кация Чиковани. Дворянство не приняло его власти и началось противостояние, которое закончилось утверждением в княжеском владении сына Кация Георгия IV Липартиани, который примет фамилию владетелей Дадиани. Представитель Aбхазской владетельной фамилии Сорек Шарвашидзе включился в борьбу за княжеский престол Мегрелии, он добился успеха и захватил земли Мегрелии до реки Галидзга (почти весь современный Очамчирский район), захватил Бедия, а после 1683 года продвинулся до реки Ингури.. Имеретинские цари обеспокоенные усилением и продвижением Абхазских князей помирились с мегрелами и совместными усилиями в 1702 году остановили Шервашидзе, но восточной границей Абхазии с этого года осталась Ингури. Поскольку Шервашидзе не удалось овладеть остальной Мегрелией, территория до Ингури вскоре была объявлена частью
Абхазии.
Владетельный князь Мегрелии Григол (Григорий) I Дадиани в 1803 году перешел в подданство Российской империи, сохранив за собой автономию в гражданских делах. После смерти владетеля Давида Дадиани (1853 г.) в связи с малолетством наследника князя Николая до 1857 года княжеством управляла его мать княгиня Екатерина Александровна Дадиани (урожденная княжна Чавчавадзе). В 1857 году наместник Кавказа Барятинский, воспользовавшись неурядицами в результате крестьянских волнений в Одиши, ввёл особое управление княжеством. В 1867 году Мингрельское княжество юридически прекратило существование и вошло в состав Российской империи.

### Мегрельское княжество и работорговля
Французский путешественник Жан Шарден, посетивший Мегрелию в последней четверти XVII веке, писал, что страна «сильно обезлюдела, здесь не больше 20000 жителей, тогда как не более чем тридцать лет назад, в ней жило не меньше 80000 человек»; причиной этого он прямо называл продажу князьями своих подданных в рабство туркам («Три тысячи каждый год они привозят прямо в Константинополь, чтобы обменять на ткани, оружие и другие товары, которые доставляют в Мегрелию»). 
Такие порядки шокировали даже некоторых феодалов. Например Теймураз I Кахетинский, пытаясь усовестить работорговцев, указывал, что князья Дадиани продают туркам от десяти до пятнадцати тысяч христианских мальчиков ежегодно, а князья Гуриели (владетели Гурии) — по меньшей мере двадцати тысяч человек, — и это, на его взгляд, уже чересчур.
Грузинская Церковь, к чести её, тоже не понимала и 200 лет кряду святые отцы пытались принимать меры, чтобы ограничить если и не торговлю людьми, то хотя бы продажу христиан иноверцам; увы, те же 200 лет власть имущие отделывались от увещеваний пустыми бумажками. Лишь во второй трети XVIII века, когда Колхида уже почти обезлюдела, Соломон I, царь Имеретии запретил работорговлю под страхом смертной казни. Что, впрочем, тоже мало на кого подействовало, и торговлю людьми реально прекратили только русские власти.

## Князья
- Список владетелей Мегрелии